# Bandeira do Kosovo
O desenho da bandeira kosovar foi adoptado após a declaração de independência ser efetivada, em 17 de Fevereiro de 2008. A anterior bandeira do Kosovo correspondia à Bandeira das Nações Unidas, já que o país se encontrava sob administração das Nações Unidas, apesar de ser território da Sérvia.
A bandeira foi escolhida em concurso internacional organizado pelas Nações Unidas. Segundo as regras da competição, o desenho não poderia conter cores ou símbolos étnicos ou nacionais, de modo que representasse toda a população.
O desenho é uma variante de uma das propostas. Contém seis estrelas brancas dispostas em arco sobre o mapa do Kosovo, em fundo azul. As estrelas simbolizam os seis grupos étnicos do país - albaneses, sérvios, turcos, goranis, rom e bósnios.

## Outras bandeiras

Bandeira das Nações Unidas, usada em ocasiões oficiais até à declaração de independência de 2008.
A bandeira da Albânia era usada pela maioria étnica albanesa.
A bandeira da Sérvia é usada pela minoria sérvia e nos enclaves sérvios.
A bandeira não oficial da Dardânia, proposta por Ibrahim Rugova, era ocasionalmente içada em eventos desportivos e festivos.
A bandeira da OTAN é usada pela minoria dos kosovares.

## Bandeiras propostas

## Curiosidade
A bandeira do Kosovo é uma das únicas bandeiras nacionais do mundo que apresentam o próprio mapa político do país em seu desenho. Essa mesma configuração ocorre também, por exemplo, na bandeira do Chipre.